# Elisa Serna
Elisa Serna (Madrid, 7 de marzo de 1943-Collado Villalba, 4 de septiembre de 2018) fue una cantautora española, miembro de la vanguardia de la canción social en España en la década de 1970.

## Biografía
Nacida Elisa Gil, inició su trayectoria artística integrándose en el colectivo Canción del pueblo, en su Madrid natal, junto a cantautores como Hilario Camacho. En 1970, a través de su amistad con Las madres del cordero se incorporó al grupo de teatro independiente Tábano, con ocasión de las representaciones de Castañuela 70 en el teatro de la Comedia de Madrid. Ese mismo año se instaló en París, recibiendo influencias de la música folklórica de ámbitos tan dispares como el Magreb, Turquía o la India. Su primer LP, Quejido, se editó en 1972, con producción de Paco Ibáñez, que la había conocido oyéndola cantar en el café parisino La contrescarpe.
De regreso a España, en 1974, fue detenida por subversión y a su salida de prisión se encontró con la prohibición de ofrecer conciertos y recitales, sufriendo multas por actuar sin permiso.
En 1977 participó en la película carcelaria Carne apaleada de Javier Aguirre, basada en la novela autobiográfica de Inés Palou, haciendo el pequeño papel de una presa política cantante.
Su primer álbum no pudo publicarse en el mercado español hasta dos años después, bajo el título de Este tiempo ha de acabar y las canciones Esta gente qué querrá y Los reyes de la baraja, censuradas.
Exponente fundamental, por tanto, de lo que dio en llamarse Canción protesta, ha trabajado junto a Lluís Llach o José Antonio Labordeta y creó el proyecto "Afrodita" destinado a facilitar la producción discográfica a mujeres.
Falleció el 4 de septiembre de 2018 y fue incinerada al día siguiente en el Cementerio de la Almudena.

## Discografía
- Cuatro poemas de Miguel Hernández, Antonio Machado, Jesús L. Pacheco según Elisa Serna (1969). Ep
- La luciérnaga (1969). Ep
- No quiso ser (1970). Single.
- Quejido (1972).
- Este tiempo ha de acabar (1974).
- Brasa viva (1975).
- ¡Choca la mano! (1977).
- Regreso a la semilla (1978).
- Alkimia (1992).